# Три пір'їни
«Три пір'їни» (нім. Die drei Federn) — казка, опублікована братами Грімм у збірці «Дитячі та сімейні казки» (1812, том 1, казка 63). Згідно з класифікацією казкових сюжетів Аарне-Томпсона має номер 402: «Наречена нелюдської подоби». Брати Грімм опублікували другу версію казки під номером 106 — «Бідний наймит, млин і киценька».

## Сюжет
Король обіцяє своє королівство тому зі своїх трьох синів, хто принесе йому найкращий килим. Пустивши у повітря три пір'їнки, король каже синам йти туди, куди вони полетять. Двоє старших і розумніших рухаються на схід і на захід і сміються над наймолодшим, якого називають Дурником, бо його пір'їнка майже відразу падає на землю. Раптом Дурник помічає, що там, де лежить перо, є хід у підземелля, де сидить велика жаба і вона дає йому килим тонкої роботи. Його брати, які вважають свого молодшого брата таким дурним, навіть не стараються щось шукати, а купують шерстяні хустки. Король дає синам ще два завдання — принести йому найгарніший перстень та привести додому найкрасивішу дівчину. За допомогою жаби, Дурник виконує завдання краще за своїх братів і отримує королівську корону і впродовж довгих років мудро править.

## Екранізація
- «Три пір'їни» (нім. Die drei Federn) —німецький фільм-казка 2014 року.